# Slaget ved Wyse Fork
Slaget ved Wyse Fork (også kendt som Slaget ved Wise's Fork eller Slaget ved Wilcox Bridge, Slaget ved Kellys Mill Pond, Andet slag ved Southwest Creek og flere andre navne) var et slag, der fandt sted i slutningen af den amerikanske borgerkrig. Slaget blev udkæmpet under nordstaternes såkaldte Carolinakampagne i begyndelsen af 1865.

## Baggrund
I slutningen af februar 1865 faldt havnebyen Wilmington i North Carolina i hænderne på en nordstatshær under kommando af Generalmajor John M. Schofield. Denne besluttede nu at flytte sine tropper ind i landet fra kysten for at slutte sig til Generalmajor William Tecumseh Shermans styrker ved Goldsboro. Herefter skulle de samlede styrker indlede kampe mod en sydstatshær under kommando af General Joseph E. Johnston. Schofields tropper bevægede sig nord på fra Wilmington, mens XXIII korps under ledelse af Generalmajor Jacob D. Cox sejlede op langs kysten og gik i land ved byen New Bern. Her blev tropperne forstærkert og blev formeret som en provisorisk division med Cox som divisionschef. Undervejs mod Goldsboro benyttede nordstatstropperne sig af lejligheden til at reparere jernbanelinien, der så kunne bruges som forsyningslinie for Shermans tropper.
Johnstons styrke var for langt væk, til at kunne angribe nordstatshæren, men en styrke under General Braxton Bragg, der var ved at trække sig tilbage fra Wilmington, gik til angreb på nordstatshæren.

## Slaget
Den 7. marts opdagede fremskudte spejdere fra nordstatshæren, at Braggs styrke befandt sig lands med den lille flod, Southwest Creek øst for byen Kinston. Braggs styrke blokerede vejen for Cox' hær, og truede samtidigt et vigtigt vejkryds, samt jernbanen mellem New Bern og Goldsboro. Cox indså, hvor vigtig positionen langs floden var, og han sendte tropper under Brigadegeneral Innis Palmer frem for at beskytte jernbanen. Samtidigt blev tropper under Generalmajor Samuel Carter sendt frem for at beskytte vejene.
Braggs tropper blev forstærket af veteraner fra Tennessee og en reservestyrke fra North Carolina, begge dele under kommando af General D. H. Hill. Med disse forstærkninger gik Bragg i offensiven. Han sendte en division under General Robert Hoke mod nordstatshærens venstre flanke. Hokes angreb overraskede nordstatshæren, der her bestod af en brigade fra New England, og det endte med at Hokes styrke tog et helt regiment til fange. Hill tilsluttede sig angrebet, men reservetropperne fra North Carolina gik i panik, og nægtede at forsætte. Hill efterlod derfor denne styrke, og fortsatte angrebet med sine veteraner fra Tennessee. Tropperne fra Tennessee besejrede deres modstandere, og alt tydede på en sydstatssejr. Imidlertid sendte Bragg pludselig Hills tropper nordpå for gå modvirke en trussel fra denne retning. Imidlertid fandt Hill ingen fjender, da hans tropper nåede frem, og mens Hill var væk, sluttede Cox sig til nordstatshæren med sin reservedivision under Generalmajor Thomas Ruger, og det hul i flanken, som sydstatsangrebet havde forårsaget, blev dermed lukket igen.
Skududvekslinger og småkampe fortsatte det næste par dage. Den 10. marts prøvede Hoke igen at angribe nordstaternes venstre flanke. Imidlertid var denne blevet forstærket af artilleri, og havde haft tid til at befæste sin stilling, så sydstaternes angreb blev slået tilbage på under en time. Hill angreb nordstaternes centrum, men også her var artilleriet overlegent, og angrebet blev slået tilbage. Samtidigt ankom yderligere tropper fra XXIII korps til slagmarken, og stillet overfor fem nordstatsdivisioner, valgte Bragg at trække sine tropper tilbage.
Under Hokes angreb den 10. marts, deltog blandt andre det 42. North Carolina Infanteriregiment. Dette regiment mistede en del mænd, og mange blev taget til fange. De fleste af disse, blandt andre Thomas C. Dula (kendt fra sangen om Tom Dooley), blev overført til fangelejren Point Lookout i Maryland, hvor de tilbragte resten af krigen.

## Efter slaget
Braggs forsøg på at stoppe Cox's fremmarch havde kun effekt i ganske kort tid. Schofields styrker blev forøget til to fulde korps, og blev omorganiseret til Army of the Ohio. Shermans hær besejrede Johnstons hære ved byen Bentonville, og sluttede sig derefter til Schofields hær ved Goldsboro den 23. marts. Johnston, der nu stod overfor tre nordstatshære, valgte at trække sig tilbage mod nord, og den 26. april overgav han sig til Sherman. General Robert E. Lee havde overgivet sin Army of Northern Virginia til Generalløjtnant Ulysses S. Grant ved Appomattox Courthouse i Virginia den 9. april, hvilket normalt betragtes som borgerkrigens slutning, men det var det altså ikke.

## Eksterne kilder
- Beskrivelse af slaget fra National Park Services Arkiveret 9. juni 2007 hos  Wayback Machine